# Hydrophoria crassiforceps
Hydrophoria crassiforceps är en tvåvingeart som beskrevs av Qian och Fan 1981. Hydrophoria crassiforceps ingår i släktet Hydrophoria och familjen blomsterflugor. Inga underarter finns listade i Catalogue of Life.